# Strada statale 67 (Polonia)
La strada statale 67 (sigla DK 67, in polacco droga krajowa 67) è una strada statale polacca che attraversa il Paese da Lipno a Włocławek.